# Districtul Szigetszentmiklós
Szigetszentmiklós (în maghiară Szigetszentmiklósi járás) este un district în județul Pest, Ungaria.
Districtul are o suprafață de 211,28 km2 și o populație de 110.033 locuitori (2013).